# Erbschaftsteuer in den Vereinigten Staaten
Die Vereinigten Staaten erheben auf Bundesebene die federal estate tax. Da die Steuer den ungeteilten Nachlass besteuert und nicht den Erwerb, wird die Steuer in der deutschsprachigen Literatur als Nachlasssteuer bezeichnet. Die Nachlasssteuer ist im Internal Revenue Code geregelt. Einige US-Bundesstaaten erheben ebenfalls Steuern beim Erwerb von Todes wegen. Ein Überblick hierzu wird weiter unten gegeben.

## Persönliche Steuerpflicht
Der weltweite Nachlass des Erblassers ist in den USA steuerpflichtig, wenn der Erblasser
- US-Staatsbürger („citizen“) oder
- Ausländer („alien“) mit Wohnsitz in den USA („residence“) war.

Andernfalls wird nur das US-Vermögen besteuert; hierzu gehört das physisch in den USA vorhandene Vermögen (z. B. Grundstücke); außerdem wird für bestimmtes Vermögen immer angenommen, dass es US-Vermögen ist, z. B.
- Anteile an einer US-Kapitalgesellschaft,
- in den letzten drei Jahren vor dem Tod erfolgte widerrufliche Vermögensübertragungen, wenn sich der Gegenstand entweder beim Tod oder bei der Übertragung in den USA befunden hat und
- Forderungen gegen einen amerikanischen Schuldner (z. B. aus einem Rentensparplan).[1]

## Freibetrag
Der allgemeine Freibetrag heißt Unified Credit.
- Für Sterbefälle im Jahr 2011 betrug der Unified Credit $ 5.000.000.
- Für Sterbefälle im Jahr 2012 betrug der Unified Credit $ 5.120.000.
- Für Sterbefälle im Jahr 2013 betrug der Unified Credit $ 5.250.000.[2] und
- Für Sterbefälle im Jahr 2014 betrug der Unified Credit $ 5.340.000.

Bei beschränkter Steuerpflicht beträgt der Freibetrag nur $ 60.000.
Der Freibetrag betrifft nicht nur den Nachlass, sondern auch alle Schenkungen.

## Steuerbefreiung für den Ehegatten
Die Zuwendungen an den Ehegatten sind steuerbefreit, wenn dieser US-Staatsbürger ist. Ist der überlebende Ehegatte kein US-Staatsbürger, wird der Freibetrag nur gewährt, wenn ein QDOT Trust gegründet wird, so dass der Ehegatte nicht frei über das Vermögen verfügen kann und es nicht unversteuert aus den USA schaffen kann. Bei Bezügen zu Deutschland kann die Errichtung eines QDOT Trusts allerdings ungewollte steuerliche Folgen haben.

## Steuersatz
Für Sterbefälle im Jahr 2013 ist der Freibetrag folgender Tabelle zu entnehmen:
| Ab einem Betrag von | bis        | ist der Grundbetrag | Steuersatz darüber |
| ------------------- | ---------- | ------------------- | ------------------ |
| $0                  | $10.000    | $0                  | 18 % des Betrags   |
| $10.000             | $20.000    | $1.800              | 20 %               |
| $20.000             | $40.000    | $3.800              | 22 %               |
| $40.000             | $60.000    | $8.200              | 24 %               |
| $60.000             | $80.000    | $13.000             | 26 %               |
| $80.000             | $100.000   | $18.200             | 28 %               |
| $100.000            | $150.000   | $23.800             | 30 %               |
| $150.000            | $250.000   | $38.800             | 32 %               |
| $250.000            | $500.000   | $70.800             | 34 %               |
| $500.000            | $750.000   | $155.800            | 37 %               |
| $750.000            | $1.000.000 | $248.300            | 39 %               |
| $1.000.000          | darüber    | $345.800            | 40 %               |

## Abgabe der Steuererklärung
Der vom Nachlassgericht bestellte Nachlassabwickler („Personal Representative“) muss die Steuer mittels des Formulars Form 706 bzw. Form 706-NA (Non-Resident-Alien) in neun Monaten nach dem Tod gegenüber dem Internal Revenue Service (IRS) erklären.

## Recht der einzelnen Bundesstaaten
In folgenden Bundesstaaten werden gegenwärtig Nachlass- oder Erbschaftssteuern erhoben:
| Bundesstaat     | Art der Steuer | Freibetrag (in US-Dollar)                       | Steuerrate    | Nachweis, Anmerkung               |
| --------------- | -------------- | ----------------------------------------------- | ------------- | --------------------------------- |
| Connecticut     | estate         | 2.000.000                                       | bis zu 120, % |                                   |
| Delaware        | estate         | 5.340.000                                       | bis zu 160, % |                                   |
| Illinois        | estate         | 4.000.000                                       | bis zu 160, % |                                   |
| Iowa            | inheritance    | 0                                               | bis zu 150, % |                                   |
| Kentucky        | inheritance    | 500                                             | bis zu 160, % |                                   |
| Maine           | estate         | 2.000.000                                       | bis zu 120, % |                                   |
| Massachusetts   | estate         | 1.000.000                                       | bis zu 160, % |                                   |
| Maryland        | estate         | 1.000.000                                       | bis zu 160, % |                                   |
| Maryland        | inheritance    | 150                                             | bis zu 100, % |                                   |
| Minnesota       | estate         | 1.200.000                                       | bis zu 160, % |                                   |
| Nebraska        | inheritance    | 10.000                                          | bis zu 180, % |                                   |
| New Jersey      | estate         | 675.000                                         | bis zu 160, % |                                   |
| New Jersey      | inheritance    | 0                                               | bis zu 160, % |                                   |
| New York        | estate         | 2.062.500                                       | bis zu 160, % | Minimum: 5,085 %                  |
| Oregon          | estate         | 1.000.000                                       | bis zu 160, % |                                   |
| Pennsylvania    | inheritance    | 0                                               | bis zu 150, % |                                   |
| Rhode Island    | estate         | 921.655                                         | bis zu 160, % |                                   |
| Tennessee       | inheritance    | 2013: 1.250.000 2014: 2.000.000 2015: 5.000.000 | bis zu 09,5 % | Die Steuer wird 2016 abgeschafft. |
| Vermont         | estate         | 2.750.000                                       | bis zu 160, % |                                   |
| Washington      | estate         | 2.000.000                                       | bis zu 190, % |                                   |
| Washington D.C. | estate         | 1.000.000                                       | bis zu 160, % |                                   |

Die Steuer kann bis zu gewissen Höchstbeträgen auf die Federal Estate Tax angerechnet werden.

## Vermeidung der Doppelbesteuerung durch Doppelbesteuerungsabkommen
Zwischen Deutschland und den USA besteht ein Doppelbesteuerungsabkommen auf dem Gebiet der Nachlass-, Erbschaft- und Schenkungsteuern vom 21. Dezember 2001. Das Doppelbesteuerungsabkommen sieht Sonderregeln für die Besteuerung deutsch-amerikanischer Nachlässe vor.
In Art. 4 des DBA wird geregelt, wo eine Person ihren steuerlichen Wohnsitz hat. Hatte die Person in beiden Vertragsstaaten oder in keinem der Vertragsstaaten eine ständige Wohnstätte, so gilt ihr Wohnsitz als in dem Vertragsstaat gelegen, zu dem er die engeren persönlichen und wirtschaftlichen Beziehungen hatte, sogenannter „Mittelpunkt der Lebensinteressen“. Dieser liegt in dem Vertragsstaat, zu dem die deutlich engeren persönlichen und außerdem noch ins Gewicht fallenden wirtschaftlichen Beziehungen bestanden. Beim Zuzug ins andere Land gibt es für zehn Jahre eine Sonderregelung. Der US-Freibetrag wird anteilig gewährt. Ansonsten wird die Doppelbesteuerung durch Anrechnung vermieden.